# Shiv Charan Mathur
Shiv Charan Mathur (14 februari   1926 – New Delhi, 25 juni   2009) was een Indiaas politicus.
Mathur was gouverneur van  Assam, leider van de  Indian National Congress partij en minister-president van de staat Rajasthan  van  1981 tot 1985 en in 1988-1989. Alhoewel hij niet zeer populair was, bereikte hij  de belangrijke functies omwille van zijn deskundigheid en door de steun van  de top van de partij. Tot zijn dood was hij gouverneur van de staat Assam in India. 